# عبد الله بن محمد الخامس
عبد الله بن محمد الخامس ولقبه الأميري مولاي عبد الله (1354 هـ - 1404 هـ / 1935 - 1983م) أمير من الأسرة الملكية في المغرب، ولد في القصر السلطاني بـالرباط عند غروب شمس يوم الخميس 27 صفر سنة 1354 هـ / 30 مايو سنة 1935م، وهو الابن الثاني لمحمد الخامس أول ملوك المغرب بعد الاستقلال عن فرنسا، عينه شقيقه الملك الحسن الثاني في عام 1972 ممثلاً شخصيًا له.

## نسبه
عبد الله بن محمد بن يوسف بن الحسن بن محمد بن عبد الرحمن بن هشام بن محمد بن عبد الله الخطيب بن إسماعيل بن الشريف بن علي بن محمد بن علي بن يوسف بن علي بن الحسن بن محمد بن الحسن الداخل (أول من قدم المغرب من مدينة ينبع) بن القاسم بن محمد بن أبي القاسم بن محمد بن الحسن بن عبد الله بن محمد بن عرفة بن الحسن بن أبي بكر بن علي بن الحسن بن أحمد بن إسماعيل بن القاسم بن محمد النفس الزكية بن عبد الله الكامل بن الحسن المثنى بن الحسن بن علي بن أبي طالب بن عبد المطلب بن هاشم.

## انظر أيضَا
- مركب الأمير مولاي عبد الله
- هشام بن عبد الله
- إسماعيل بن عبد الله